# Василівське (Сафоновський район)
Василівське (рос. Васильевское) — присілок Сафоновського району Смоленської області Росії. Входить до складу Василівського сільського поселення. Населення — 396 осіб (2007 рік).